# لونا فاشون
جيرترود فاشون إليزابيث المعروفة باسم الحلبة لونا فاشون (12 يناير 1962-27 أغسطس 2010) هي مصارعة محترفة أمريكية.

## وصلات خارجية
- لونا فاشون على موقع IMDb (الإنجليزية)
- لونا فاشون على موقع قاعدة بيانات الفيلم (الإنجليزية)
- لونا فاشون على موقع دبليو دبليو إي (الإنجليزية)
- لونا فاشون على موقع WrestlingData.com (الإنجليزية)
- لونا فاشون على موقع CageMatch worker (الإنجليزية)
- لونا فاشون على موقع قاعدة بيانات المصارعة على الإنترنت (الإنجليزية)
- لونا فاشون على موقع عالم المصارعة على الإنترنت (الإنجليزية)
- لونا فاشون على موقع عالم المصارعة على الإنترنت (الإنجليزية)

- الملف الشخصي.
- الملف الشخصي.
- مقابلة مع لونا فاشون . على يوتيوب